# Maison de l'Infante
La maison de l'Infante, ou maison Joanoenia, est une demeure historique située à Saint-Jean-de-Luz dans les Pyrénées-Atlantiques. Elle accueillit l'infante d'Espagne, Marie-Thérèse, pour son mariage avec Louis XIV. Les façades sont inscrites par les monuments historiques en 1925 et l'ensemble en 1992.

## Histoire et architecture

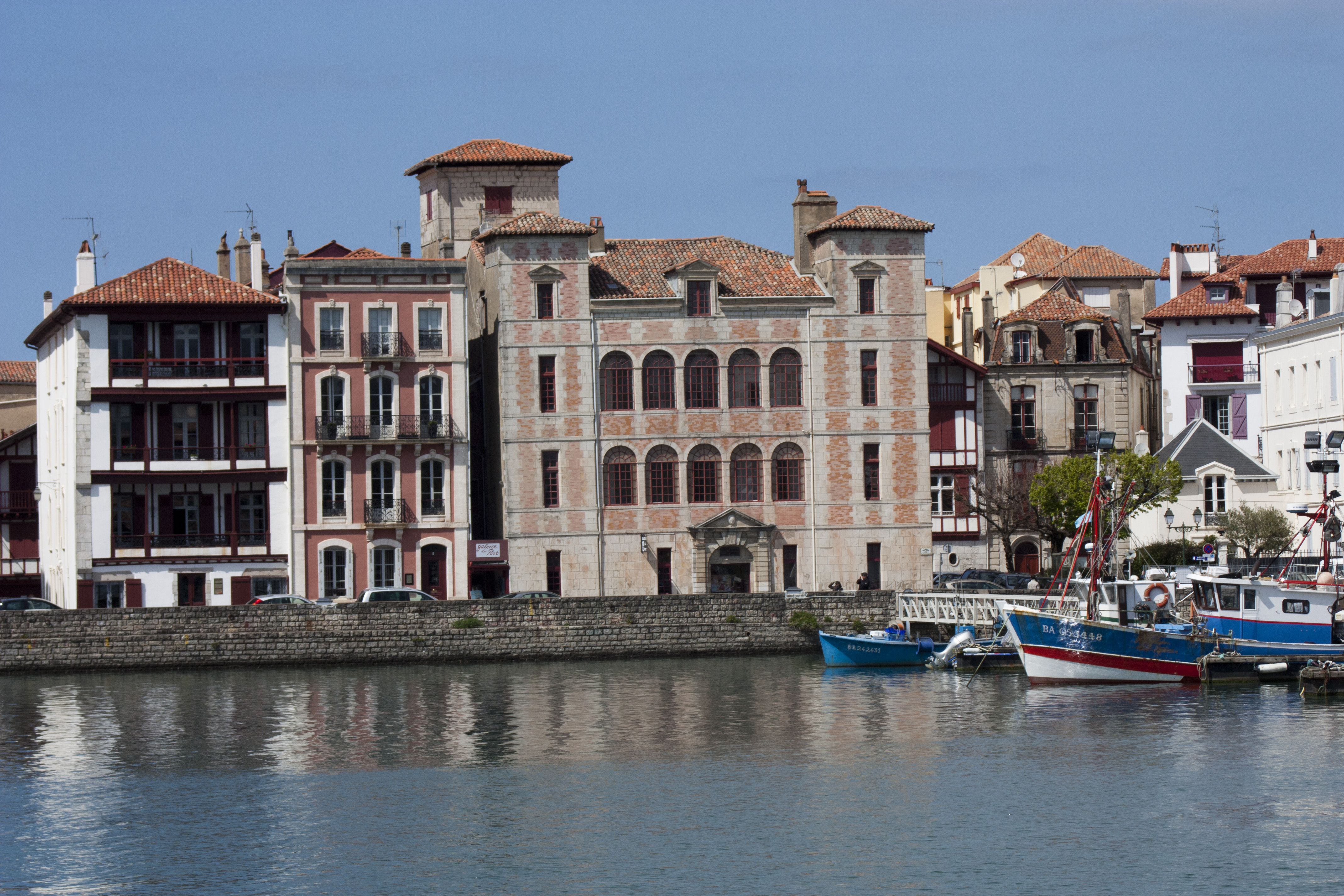
La maison donnant sur le port.

Cette demeure patricienne, construite vers 1640, par l'armateur basque Joannot de Haraneder,, donne sur le port de Saint-Jean-de-Luz ; elle se remarque par ses tours, ses façades en brique rose et en pierre et ses deux galeries à l'italienne à cinq arcades sur la façade principale.
Elle accueillit en juin 1660 la reine-mère et l'infante Marie-Thérèse pour son mariage avec Louis XIV dont la cérémonie eut lieu le 9 juin 1660 en l'église Saint-Jean-Baptiste de Saint-Jean-de-Luz. Les deux mariés étaient âgés de vingt-deux ans et doublement cousins germains. La veille du mariage, ils étaient allés prier au couvent des Récollets de Ciboure, de l'autre côté du port, accompagnés de la reine-mère, du cardinal Mazarin et de leurs suites. Le jour de la cérémonie de mariage, l'infante qui était petite et blonde, joufflue avec de petits yeux bleus et les lèvres épaisses comme tous les Habsbourgs, était vêtue d'une robe de brocart d’argent recouverte d’un manteau de velours violet semé de fleurs de lys d’or prolongé par une traîne de dix aunes de longueur. Le roi, quant à lui, était vêtu de drap d'or voilé de dentelle noire.
Plus tard la maison accueillit aussi en 1701 les petits-fils de Louis XIV, le duc de Bourgogne et le duc de Berry, qui accompagnaient leur frère, le roi Philippe V,, à Madrid. En 1854, c'est au tour de Napoléon III et d'Eugénie d'y séjourner, alors que la maison appartenait à un avocat parisien, Émile Pécarrère. 
L'antichambre du grand salon (dite « chambre de l'Infante ») recèle une grande cheminée sculptée de dauphins couronnés et de têtes d'angelots du XVIIe siècle et un décor de poutres de l'école de Fontainebleau, de monstres mythiques et de fleurs exotiques. L'oratoire qui prolonge le salon offre une vue remarquable sur le port et la Rhune. Au-dessus de la porte, on peut lire l'inscription : « L’infante je reçus l'an mil six cent soixante, on m'appelle depuis le château de l'infante ».
Les façades font l’objet d'une inscription auprès des monuments historiques en 1925 et l'ensemble en 1992.